# Holy Fire
Holy Fire is het derde studioalbum van de Oxfordse indierockband Foals. Het album werd uitgebracht op 11 februari 2013. Een maand eerder werd de hitsingle My Number al uitgebracht.

## Tracks
Alle muziek en teksten zijn geschreven door Foals. 
| Nr. | Titel                | Duur |
| --- | -------------------- | ---- |
| 1.  | Prelude              | 4:07 |
| 2.  | Inhaler              | 4:54 |
| 3.  | My Number            | 4:03 |
| 4.  | Bad Habit            | 4:40 |
| 5.  | Everytime            | 4:04 |
| 6.  | Late Night           | 5:27 |
| 7.  | Out of the Woods     | 3:25 |
| 8.  | Milk & Black Spiders | 5:17 |
| 9.  | Providence           | 4:08 |
| 10. | Stepson              | 4:49 |
| 11. | Moon                 | 4:53 |